# コマルカ・デ・サンティアーゴ
コマルカ・デ・サンティアーゴ（Comarca de Santiago）はスペインガリシア州ア・コルーニャ県のコマルカで、同県の南部に位置する。
アメス、ボケイション、ブリオン、サンティアゴ・デ・コンポステーラ、テオ、バル・ド・ドゥブラ、ベドラの7自治体によって構成される。
隣接するコマルカは、北がコマルカ・デ・オルデス、東がコマルカ・デ・アルスーアとコマルカ・デ・デサ（ポンテベドラ県）、南がコマルカ・デ・タベイロス＝テーラ・デ・モンテス（ポンテベドラ県）とコマルカ・ド・サール、西がコマルカ・デ・ノイアとコマルカ・ダ・バルカーラとコマルカ・ド・シャージャスである。
面積は689.5km²で、2010年の人口は161,893人（2007年：156,833人）。コマルカの中心となっている自治体はガリシア州の州都でもあるサンティアゴ・デ・コンポステーラ。

## 地理
| コマルカ・デ・サンティアーゴの構成自治体（2010年）    |            |             |                    |
| 自治体                                                | 人口（人） | 面積（km²） | 人口密度（人/km²） |
| アメス                                                | 27,900     | 80.0        | 348.8              |
| ボケイション                                          | 4,444      | 73.2        | 60.7               |
| ブリオン                                              | 7,347      | 74.9        | 98.1               |
| サンティアゴ・デ・コンポステーラ                      | 94,824     | 220.6       | 429.8              |
| テオ                                                  | 17,940     | 79.3        | 226.2              |
| バル・ド・ドゥブラ                                    | 4,386      | 108.7       | 40.3               |
| ベドラ                                                | 5,052      | 52.8        | 95.7               |
| 計                                                    | 161,893    | 689.5       | 234.8              |
| 出典:INE（スペイン国立統計局）、IGE（ガリシア統計局） |            |             |                    |